# Phycitinae
Die Phyticinae sind eine große Unterfamilie der Zünsler (Pyralidae) innerhalb der Ordnung der Schmetterlinge. Weltweit werden etwa 4000 Arten in etwa 600 Gattungen zu dieser Gruppe gerechnet. Die große Mehrzahl der Arten hat ihre Verbreitung in tropischen und subtropischen Regionen, während in Mitteleuropa nur etwa 120 Arten heimisch sind.

## Merkmale
Die Phyticinae sind meist kleinere Vertreter der Zünsler (Pyralidae) mit eng angelegten Flügeln. Sie sind vermutlich ein Monophylum, denn bestimmte Merkmale der Raupen kommen nur bei dieser Gruppe vor.

## Lebensweise
Unter den Vertretern der Phycitinae gibt es neben den "üblichen" Lebensweisen (Blatt- und Samenfresser, Blattwickler) auch Spezialisten, die Insekten, insbesondere Pflanzenläuse fressen, oder Pflanzengallen bewohnen.

## Systematik
In die Unterfamilie Phyticinae werden meist auch die früher gültigen Unterfamilien Anerastiinae und Peoriinae mit eingerechnet. 58 Gattungen mit fast 120 Arten sind aus Mitteleuropa bekannt.
- Acrobasis Zeller, 1839
- Ancylosis Zeller, 1839
- Anerastia Hübner, 1825
- Apomyelois Heinrich, 1956
- Asarta Zeller, 1848
- Asartodes Ragonot, 1893
- Assara Walker, 1863
- Bradyrrhoa Zeller, 1848
- Cadra Walker, 1864
- Catastia Hübner, 1825
- Clasperopsis Roesler, 1969
- Conobathra Meyrick, 1886
- Cremnophila Ragonot, 1893
- Cryptoblabes Zeller, 1848
- Dioryctria Zeller, 1846
  - Fichtenzapfenzünsler (Dioryctria abietella)
- Eccopisa Zeller, 1848
- Ectohomoeosoma Roesler, 1965
- Elegia Ragonot, 1887
- Ematheudes Zeller, 1867
  - Ematheudes punctella (Treitschke, 1833)
- Ephestia Guenée, 1845
  - Mehlmotte (Ephestia kuehniella)
  - Kakaomotte (Ephestia elutella)
  - Dattelmotte (Ephestia cautella)
- Epischnia Hübner, 1825
- Episcythrastis Meyrick, 1937
- Etiella Zeller, 1839
- Eucarphia Hübner, 1825
- Eurhodope Hübner, 1825
- Euzophera Zeller, 1867
- Euzopherodes Hampson, 1899
- Glyptoteles Zeller, 1848
- Gymnancyla Zeller, 1848
- Homoeosoma Curtis, 1833
  - Homoeosoma sinuella
- Hypochalcia Hübner, 1825
- Hypsotropa Zeller, 1848
- Isauria Ragonot, 1887
- Khorassania Amsel, 1951
- Megasis Guenée, 1845
- Merulempista Roesler, 1967
- Myelois Hübner, 1825
- Nephopterix Hübner, 1825
  - Pfaffenhütchen-Schmalzünsler (Nephopterix angustella (Hübner, 1796))
- Nyctegretis Zeller, 1848
- Oncocera Stephens, 1829
  - Oncocera semirubella
- Ortholepis Ragonot, 1887
- Oxybia Rebel, 1901
- Pempelia Hübner, 1825
- Pempeliella Caradja, 1916
- Phycita Curtis, 1828
- Phycitodes Hampson, 1917
- Pima Hulst, 1888
- Plodia Guenée, 1845
  - Dörrobstmotte (Plodia interpunctella)
- Psorosa Zeller, 1846
- Pterothrixidia Amsel, 1954
- Pyla Grote, 1882
- Salebriopsis Hannemann, 1965
- Sciota Hulst, 1888
- Selagia Hübner, 1825
- Trachonitis Zeller, 1848
- Trachycera Ragonot, 1893
- Vitula Ragonot, 1887
- Zophodia Hübner, 1825

## Belege
- Karl Eckstein: Die Schmetterlinge Deutschlands 5. Band Die Kleinschmetterlinge Deutschlands. 222 S., K. G. Lutz Verlag, Stuttgart 1933
- Frantisek Slamka: Die Zünslerfalter (Pyraloidea) Mitteleuropas: Bestimmen – Verbreitung – Fluggebiet – Lebensweise der Raupen. 2. teilweise überarbeitete Aufl. 112 S., Bratislava 1997 ISBN 80-967540-2-5
- M. A. Solis & K. V. N. Maes: Preliminary phylogenetic analysis of the subfamilies of Crambidae (Pyraloidea Lepidoptera). Belgian Journal of Entomology, 4 (2): 53-95 Brüssel 2003.